# Provinsen Brandenburg
Ikke at forveksle med delstaten Brandenburg
Brandenburg var en provins i den tyske stat Preussen fra 1815 til 1871 i det selvstændige kongerige Preussen og efter 1871 også i delstaten Preussen i det forenede Tyske rige. Provinsen Brandenburg, som eksisterede mellem 1815 og 1946, oprettedes af Mark Brandenburg (samt Altmark) og Niederlausitz. Hovedstad var tidvis Berlin og tidvis Potsdam. 1 april 1881 fik Berlin en speciel stilling i provinsen, og den 1. oktober 1920 ophørte Berlin med at være en del af provinsen. Samtidigt udvidedes Berlins stadsgrænser betydeligt til at få sin omtrentlige nuværende udstrækning, det såkaldte Stor-Berlin, hvor mange af de tidligere forstæder i Brandenburg blev indlemmede i staden Berlin.
Under Nazi-Tyskland indlemmedes dele af Grenzmark Posen-Westpreussen i Brandenburg ved Posen-Westpreussens opløsning 1938. Provinsen fik det officielle navn Mark Brandenburg i 1939.
Provinsen Brandenburg opløstes formelt af besættelsesmagterne i forbindelse med Preussens opløsning efter 2. verdenskrigs afslutning. Besættelsesmagterne besluttede ikke at genndsætte Preussen i dets rolle som dominerende delstat i Tyskland. Den del, som lå vest for floden Oder, blev den sovjetiske besættelseszone, fra 1949 Østtyskland, og den østlige del blev overdraget til Polen. Territoriet modsvares omtrent af forbundslandet Brandenburg (Land Brandenburg) i Tyskland siden 1990 og Lubusz vojvodskap samt den sydvestlige del af Vestpommerns vojvodskab i Polen siden 1999.

## Geografi
Provinsen Brandenburg grænsede i 1939 mod nord til Pommern og Mecklenburg, mod øst til Polen og Schlesien, mod syd til Schlesien og Sachsen, mod vest til Hannover, Sachsen og Anhalt. Arealet udgjorde da 39.838 km². Provinsen, som dannedes i 1815, omfattede da landskaberne Mittelmark, Uckermark, Prignitz og størstedelen af Neumark, det gamle Mark Brandenburg, hele Nieder- og størstedelen af Oberlausitz samt mindre dele af Pommern, Posen og Schlesien.
Regionen udgjorde en del af det nordtyske lavland, havde en af højdedrag og lavninger bølgeformet overflade, men kun en ringe højde over havet. Højeste top var det blot 227 meter (Rückenberg), fem kilometer syd for Sorau (Żary). Jordbunden i regionen består overvejende af sand, som på lange strækninger dannede ufrugtbare heder. Brandenburg tilhørte overvejende to afvandingsområder: Elbens og Oders.
Elben, som kun på en kort strækning som grænseflod berørte Brandenburg i nordvest, har et par mindre bifloder samt Havel, i hvilken Spree, Rhin, Dosse med flere vandløb flyder ud. Oder flød gennem provinsens østlige del og optog en mængde bifloder, blandt andre Bober, Neisse og Welse fra venstre samt den store Warthe med Netze fra højre.
Brandenburg var ganska rigt på vandområder og vandlidende egne; mange store sumpområder blev dog tørlagte ved hjælp af kanaler, af hvilke de vigtigste var Finow-kanalen mellem Havel og Oder, Friedrich-Wilhelms-kanalen mellem Oder og Spree samt Ruppinkanalen mellem Havel og Ruppinsøen.

## Næringsliv
Mineraler fandtes kun i ringe omfang; af råstoffer fandtes fortrinsvis tørv, brunkul og kalk. Selv om 45 % af provinsens areal var landbrugsjord, blev der ikke dyrket tilstrækkeligt med korn til at dække de lokale behov. Derimod gav skoven, som optog 32 % af landets areal og overvejende bestod af nåleskov, mulighed for eksport.
Eftersom provinsen var rig på eng- og græsningsarealer (omkring 13 % af hele arealer), var husdyr- og i særdeleshed fåreholdet betydeligt. Brandenburg eksporterede mere uld end nogen anden preussisk provins. Fiskeri blev drevet i stort omfang. Industrien, som havde især franske kolonister at takke for sin første fremgang, var vel udviklet og omfattede fortrinsvis uld-, klæde- og silkefabrikation, bomuldsspinderier og lignende.

## Befolkning
Befolkningen udgjorde i 1900 3.108.554 indbyggere, fraregnet Berlin, næsten lige fordelt på begge køn; deraf var 2.907.863 lutheranere, 160.305 katolikker, 25.766 jøder og fl. a.. Den absolutte majoritet af indbyggerne var tyskere; i Niederlausitz boede dog 37.519 sorber, af hvilke 2.403 også talte tysk.

## Undervisning
Undervisningen blev besørget af en række undervisningsanstalter: 27 gymnasier, 3 progymnasier, 6 realgymnasier, 1 overrealskole, 5 realprogymnasier, 13 realskoler, 10 skolelærerseminarier, en landbrugsskole, 3 døvstummeanstalter, 1 blindeinstitut med flere, alt sammen ikke medregnet Berlin.

## Forvaltning
I administrativ henseende var provinsen under hele sin eksistens delt i to regeringsområder: Frankfurt og Potsdam.
Overpræsidiets sæde lå tidvis i Potsdam og tidvis i Berlin. provinsiallanddagen havde sit mødested i Berlin.
Provinsen havde en Oberlandesgericht (Kammergericht) i Berlin, ni Landgerichte og 104 Amtsgerichte. Till Rigsdagen sendte Brandenburg før revolutionen 1918 20 repræsentanter. Efter revolutionen fulgte valgkredsenes grænser ikke længere provinsernes grænser. Til andetkammeret i Preussens lantdag sendte man 36 repræsentanter.
Den evangeliske kirke stod under tre generalsuperintendenter og et konsistorium i Berlin; det katolske præsteskab lød under fyrstbiskoppen i Breslau.